# 班吉塔镇
班吉塔镇，是中华人民共和国辽宁省锦州市凌海市下辖的一个乡镇级行政单位。

## 行政区划
班吉塔镇下辖以下地区：
班吉塔村、西地村、东鸽子洞村、北小寺村、白善屯村、郭大屯村、瓜贾寺村、宋家沟村、老虎关村、孔家房身村、棉花地村、缸窑沟村和杂木林子村。